# Miranda (måne)
För andra betydelser, se Miranda.
Miranda (även Uranus V) är en av Uranus månar. Miranda är den minsta och innersta av Uranus fem största månar och den har en diameter som är ungefär en sjundedel av vår månes och kretsar på ett avstånd på cirka 129 850 km. Miranda är uppkallad efter dottern till hertigen av Milano, huvudpersonen i William Shakespeares pjäs Stormen.

## Upptäckt och utforskning

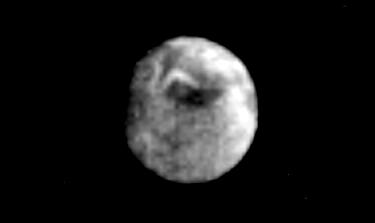
En av de första bilderna av Miranda tagen av Voyager 2.

Miranda upptäcktes 1948 av den nederländsk-amerikanske astronomen Gerard Kuiper, men redan på 1890-talet började William Henry Pickering (som senare upptäckte Saturnus måne Phoebe) söka efter månen utan att hitta den.
Före Voyager 2:s besök var lite känt om Miranda och eftersom den inte troddes vara planetens största eller mest häpnadsväckande väckte den inget större intresse. Det visade sig dock att Miranda var Uranus mest intressanta satellit.
Bilderna Voyager 2 tog av Miranda var till en början ett mysterium. Alla hade förväntat sig att Uranus satelliter skulle uppvisa mycket få spår av inre aktivitet. Att förklara den bisarra, hittills okända terrängen visade sig vara ganska generande för dem som var tvungna att göra det i direktsänd TV, eftersom de var tvungna att använda ord som alla förstod men som ändå kunde beskriva den.
Voyager 2 passerade nära Miranda samtidigt som ljusnivån var låg, så man blev tvungen att vidta speciella åtgärder för att undvika att bilderna blev suddiga. Detta uppnåddes genom att rotera hela rymdsonden medan kamerans slutare var öppen för att kompensera dess rörelser. Upplösningen hos dessa bilder hör till uppdragets bästa.

## Omloppsbana och rotation
Miranda kretsar kring Uranus på 129 390 kilometers avstånd med en omloppstid på 1,413479 dygn. Omloppsbanan har en excentricitet på 0,0013 med en inklination på 4,232° (vilket är den högsta bland Uranus månar) i förhållande till Uranus ekvator. Dess rotation är synkroniserad.

## Fysiska egenskaper

### Uppkomst

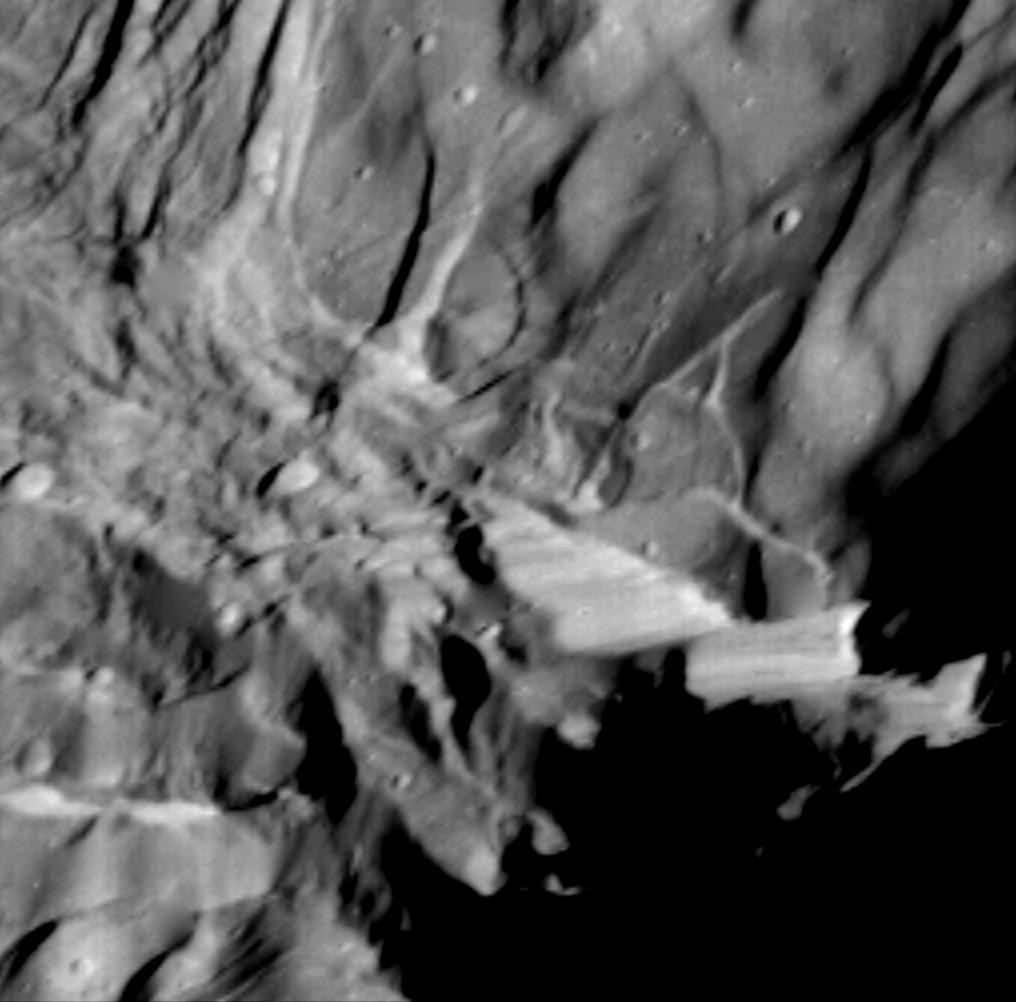
Närbild av Verona Rupes, en 10 km hög klippa.

Det finns två huvudteorier som försöker förklara hur Miranda bildades. Den första teorin debatterades redan sedan Voyager 1 tagit bilder av Saturnus måne Mimas år 1980 och man upptäckte den stora kratern Herschel där. Teorin går ut på att Miranda för flera miljarder år sedan drabbades av en stor kollision som ska ha varit så kraftig att den delade månen i flera delar, varav några bestod mer av is och andra mer av sten. Enligt teorin ska dessa delar ha kollapsat till en enda rörig klump. Relativt ren is skulle framstå som ljusare områden medan de mörka områdena skulle bestå av is och en kolrik blandning som förmörkats genom exponering av högenergisk kosmisk strålning.
Denna teori avvisas dock av den amerikanske planetgeologen Bob Pappalardo vid University of Colorado. Han menar istället att om Miranda skulle bildats i en kollision skulle ytan inte vara så varierande, utan mer som Mimas yta. Pappalardo tror istället att sprickorna i skorpan beror på att material strömmat ut från kärnan. På Miranda är temperaturen −204°C och det uppvällande materialet var troligtvis varm is, möjligen en blandning av is och ammoniak eller metan. Genom att räkna kratrar i de yngsta regionerna har man kommit fram till att den geologiska aktiviteten på Miranda upphörde för ungefär 0,5 miljarder år sedan. 
En annan möjlighet är att de gravitationella krafterna med mellan Miranda och månen Umbriel har orsakat den varierande ytan. 

### Yta
Miranda består huvudsakligen av is, silikater och organiskt material, huvudsakligen metanföreningar. Mirandas genomsnittliga densitet är ungefär 1,2 g/cm³, det vill säga inte särskilt mycket mer än för vatten. Mirandas yta är uppdelad i regioner av störd terräng och korsas av jättelika kanjoner, vilket indikerar att Miranda var aktiv i dess barndom.